# Паул Карер
Паул Карер (на немски: Paul Karrer) е швейцарски биохимик, носител на Нобелова награда за химия за 1937 г. „за изследването на каротиноидите и флавините, а също и за изучаването на витамините А и В2“.

## Биография
Роден е на 21 април 1889 година в Москва, Русия, където баща му работи като зъболекар. Когато е на три години семейството за връща в Швейцария. Известно време живеят в Цюрих преди да се установят в кантон Ааргау. След завършване на гимназия в Аарау, през 1908 постъпва в Цюрихския университет, където изучава химия при Алфред Вернер. През 1911 получава докторска степен с дисертация, разглеждаща съединенията на кобалта и става асистент на Вернер в Химическия институт на университета.
Първата научна статия на Карер, посветена на органичните съединения на арсена, силно впечатляват Паул Ерлих (носител на Нобелова награда за химия за 1908 г.) и през 1912 предлага на Карер да му стане асистент в Научноизследователския химико-терапевтичен институт във Франкфурт на Майн, Германия. Там, през 1914 г., Карер се жени за Хелене Фролих, чийто баща е директор на психиатричната клиника в Кьонигсфелден. Същата година, в началото на Първата световна война, Карер е принуден да се върне в Швейцария, защото е призован в швейцарската армия като артилерийски офицер, но през 1915 г., след смъртта на Ерлих, се връща във Франкфурт на Майн, за да продължи научните изследвания в областта на химията в Химико-терапевтичния институт. През следващите три години Карер изучава химията на растителните продукти, а след това заема длъжността адюнкт-професор по органична химия в Цюрихския университет.
През декември 1919 г. Карер става приемник на Алфред Вернер на поста професор по химия и директор на Химическия институт. От 1950 до 1953 г. е ректор на Цюрихския университет. Той продължава да се занимава активно с научна дейност до излизането си в оставка през 1959 г.
Умира на 18 юни 1971 година в Цюрих на 82-годишна възраст.

## Научна дейност
Карер изследва захарите, аминокиселините и белтъците, като се интересува особено от стереохимията на тези на други органични вещества.
През 1927 г. започва да изучава антоцианините – група пигменти, които са основната причина за червения и синия цвят на растителните цветчета. През следващата година изследва кроцина, жълт пигмент, който се среща в растения като минзухара и гарденията, а през 1930 определя структурата на бета каротина, намиращ се в състава на морковите и други растения, което е установено малко преди това от Рихард Кун. Карер открива, че молекулата на бета каротина се състои от две симетрични части, всяка от които е огледално отражение на другата по отношение на въображаема вертикална ос.
Изследването на растителните пигменти довежда Карер до витамините. Като изяснява, че каротинът се превръща в организма във витамин А, Карер изолира този витамин от мазнината на рибешки дроб и през 1931 г. определя не само неговия състав, но и молекулярната му структура. Той открива, че витамин А се състои от 20 атома въглерод, 30 атома водород и 1 атом кислород, които заедно образуват 6-членен затворен пръстен, към двата края на който са прикрепени три метални групи, а към третия – дълга зигзагообразна верига. Тази конфигурация представлява половин молекула бета каротин с присъединена към нея молекула вода. Когато прави това откритие, Карер става първият учен, описал молекулярната структура на витамин.
В началото на 30-те години на ХХ век, опирайки се на знанието за органичните пигменти, продължава да изучава витамините. От повече от 100 тона суроватка той получава минимално количество жълт азотосъдържащ пигмент, наречен лактофлавин, който по-късно става известен като рибофлавин или витамин В2. С химически анализ Карер установява неговата формула и молекулярна структура, а през 1935 г. синтезира веществото.
През 1937 г. получава Нобелова награда за химия „за изследването на каротиноидите и флавините, а също и за изучаването на витамините А и В2“.
Една година след като получава Нобеловата награда, Карер синтезира витамин Е и обособява в чист вид витамин К. След това се заема с проучването на никотинамид аденин динуклеотида (НАД) – вещество, регулиращо обмяната на водорода между молекулите в клетката и създаващо по такъв начин вътрешноклетъчна енергия. През 1942 г. определя структурата на това вещество.
По-късно, през 40-те години, се връща към изучаването на каротините и през 1950 завършва техния синтез. В същото време ръководи изследванията на курарето, природна отрова, чиито производни се използват оттогава в хирургията като средство за отпускане на мускулите.

## Признание
- награда на фонд „Марсел Беноа“ (1923);
- награда „Станислао Каницаро“ на Италианската национална академия на науките (1935);

- Нобеловата награда за химия (1937);
- член на Кралското научно дружество, на Френската академия на науките и др.;
- почетни степени от университетите в Бреслау, Брюксел, Торино, Мадрид, Париж, Лондон, Цюрих, Базел и Страсбург.